# Neholopterus reedi
Neholopterus reedi är en skalbaggsart som först beskrevs av Bruch 1918.  Neholopterus reedi ingår i släktet Neholopterus och familjen långhorningar. Inga underarter finns listade i Catalogue of Life.